# Špiljari
Špiljari este un sat din comuna Kotor, Muntenegru. Conform datelor de la recensământul din 2003, localitatea are 8 locuitori (la recensământul din 1991 erau 8 locuitori).

## Demografie
În satul Špiljari locuiesc 5 persoane adulte, iar vârsta medie a populației este de 37,4 de ani (36,2 la bărbați și 38,1 la femei). În localitate sunt 1 gospodărie, iar numărul mediu de membri în gospodărie este de 8,00.
|  |

| Demografie | Demografie | Demografie |
| An         | Locuitori  | Locuitori  |
| ---------- | ---------- | ---------- |
|            |            |            |
|            |            |            |
|            |            |            |
|            |            |            |
| 1948       | 5          |            |
| 1953       | 6          |            |
| 1961       | 7          |            |
| 1971       | 9          |            |
| 1981       | 8          |            |
| 1991       | 8          | 8          |
| 2003       | 8          | 8          |

| \| Componența etnică conform recensământului din 2003[2] \| Componența etnică conform recensământului din 2003[2] \| Componența etnică conform recensământului din 2003[2] \| Componența etnică conform recensământului din 2003[2] \| Componența etnică conform recensământului din 2003[2] \| \| ----------------------------------------------------- \| ----------------------------------------------------- \| ----------------------------------------------------- \| ----------------------------------------------------- \| ----------------------------------------------------- \| \| \| \| \| \| \| \| Muntenegreni \| Muntenegreni \| \| 8 \| 100% \| \| necunoscută \| necunoscută \| \| 0 \| 0% \| |              |  |   |      |
| Componența etnică conform recensământului din 2003 |              |  |   |      |
| |              |  |   |      |
| Muntenegreni | Muntenegreni |  | 8 | 100% |
| necunoscută | necunoscută  |  | 0 | 0%   |